# Trethewry Point
Der Trethewry Point ist eine felsige und bis zu 120 m hohe Landspitze an der Küste des ostantarktischen Kemplands. Sie ragt 6 km westlich der William Scoresby Bay in die Kooperationssee hinein.
Wissenschaftler der britischen Discovery Investigations entdeckten und benannten sie im Februar 1936. Der weitere Benennungshintergrund ist nicht überliefert.